# Elaeocarpus pittosporoides
Elaeocarpus pittosporoides är en tvåhjärtbladig växtart som beskrevs av Albert Charles Smith. Elaeocarpus pittosporoides ingår i släktet Elaeocarpus och familjen Elaeocarpaceae. Inga underarter finns listade i Catalogue of Life.